# Pénzügyi palota (Makó)
A Pénzügyi palota egy Cobel Lajos tervezte makói épület.
Csanád vármegye, és vele együtt Makó, a megyeszékhely 1895. augusztus 1-jén függetlenedett a Szegedi Pénzügyi-Igazgatóságtól. Eleinte a Kossuth utca épületeiben működött az új szervezet. Az új épületet a Szent János térre tervezték. Az épület, ami 1898-ban épült föl eredetileg egyemeletes volt, de a trianoni békeszerződés, és Csanád vármegye területveszteségei miatt a hivatal feladatai nagymértékben megnőttek, ezért 1924-ben Zolek Lajos miniszteri tanácsos tervezésében még egy emelet épült rá. A pénzügyi igazgatóság 1950-ben, Csanád vármegye feldarabolásakor megszűnt. Ezután 1995-ig diákotthonként működött. Jelenleg irodák, a Sportmúzeum és a Forgatós Táncegyüttes próbaterme kap benne helyet.
Az épületen díszes középrizalit fut végig, amelyet párkányzattagolású attika zár le. A szélső rizalitok armírozottak. A falsávok fejezettel vannak ellátva, az emeleti ablakok kettőződnek. A homlokzat keramittéglával van burkolva. Az ablakok fölül íves záródásúak, keramittéglával falazott kerettel vannak ellátva. Az utólag készült szint koronázó-párkánya a rizalitoknál fogazott.
Páger Antal, a város szülötte diákéveiben az épületben lakott, édesapja a pénzügyi-igazgatóságnál volt hivatalsegéd.